# Kemenesszentpéter, Veszprém
Kemenesszentpéter  este un sat în districtul Pápa, județul Veszprém, Ungaria, având o populație de 679 de locuitori (2011). 

## Demografie
Componența etnică a satului Kemenesszentpéter
     Maghiari (98,83%)
     Germani (1,17%)
Componența confesională a satului Kemenesszentpéter
     Romano-catolici (73,2%)
     Luterani (4,12%)
     Fără religie (2,65%)
     Reformați (1,03%)
     Necunoscută (19%)
Conform recensământului din 2011, satul Kemenesszentpéter avea 679 de locuitori. Din punct de vedere etnic, majoritatea locuitorilor (98,83%) erau maghiari, cu o minoritate de germani (1,17%).  Din punct de vedere confesional, majoritatea locuitorilor (73,2%) erau romano-catolici, existând și minorități de luterani (4,12%), persoane fără religie (2,65%) și reformați (1,03%). Pentru 19,0% din locuitori nu este cunoscută apartenența confesională.